# Operation Catapult

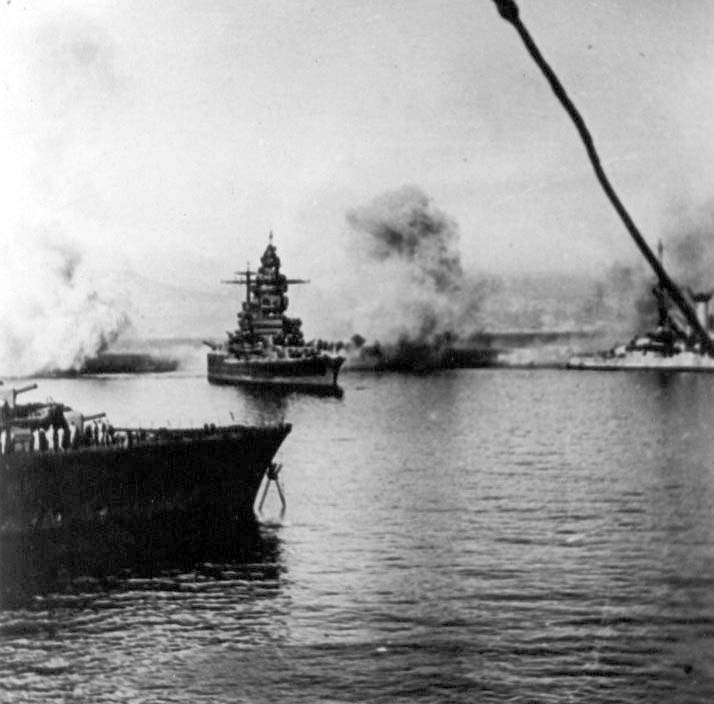
Beschuss französischer Schiffe im Hafen von Mers-el-Kébir, in der Mitte die Strasbourg

Die Operation Catapult vom 3. Juli 1940 war eine kombinierte Operation der Royal Navy während des Zweiten Weltkriegs, um eine mögliche Übergabe französischer Kriegsschiffe durch das Vichy-Regime an das Deutsche Reich zu verhindern.

## Vorgeschichte
Mit der Kapitulation Frankreichs am 22. Juni 1940 verlor Großbritannien den wichtigsten damaligen Verbündeten gegen das Deutsche Reich. Die Kapitulationsbedingungen für Frankreich sahen eine eigenständige Regierung und Administration vor, die auch die Kontrolle über die französische Flotte behalten sollte. Der britische Premierminister Winston Churchill war sehr besorgt, dass die französischen Schiffe in deutsche Hände fallen könnten, und glaubte nicht an die Zusicherungen des französischen Marineministers François Darlan, dass er einen Zugriff der Deutschen auf die Schiffe verhindern würde. Um seine Entschlossenheit zu demonstrieren, alles zu tun, um Nazideutschland zu besiegen, plante Churchill, die französische Flotte entweder zu beschlagnahmen oder sie zu vernichten. Vizeadmiral James Fownes Somerville wurde angewiesen, Admiral Marcel Gensoul, Oberbefehlshaber der französischen Flotte in Mers-el-Kébir, ein Ultimatum zu überbringen. Am Morgen des 3. Juli 1940 erreichte der englische Flottenverband Force H, bestehend aus dem Flugzeugträger Ark Royal, dem Schlachtkreuzer Hood, den Schlachtschiffen Valiant und Resolution, den Kreuzern Arethusa und Enterprise sowie der 8. und 13. Zerstörerflottille, den Hafen 5 Kilometer westlich von Oran.

## Der Hafen von Mers-el-Kébir
Die Verteidigungsanlagen des Hafens von Mers-el-Kébir bestanden aus einer Batterie von vier 194-mm-Kanonen westlich von Oran in Fort Santon und drei 233-mm-Kanonen nordöstlich bei Cape Canastel. Der Eingang zum Hafen wurde durch eine Hafenkette gegen U-Boote geschützt. Eine 8 Meter hohe und 800 Meter lange Mole begrenzte den Hafen und bot Schutz gegen Nahbereichsfeuer.

## Verhandlungen
Um 05:54 Uhr erschien Captain Cedric Holland an Bord des Zerstörers Foxhound vor der Hafeneinfahrt, um Admiral Gensoul die britischen Bedingungen mitzuteilen.

“It is impossible for us, your comrades up to now, to allow your fine ships to fall into the power of the German enemy. We are determined to fight on until the end, and if we win, as we think we shall, we shall never forget that France was our Ally, that our interests are the same as hers, and that our common enemy is Germany. Should we conquer we solemnly declare that we shall restore the greatness and territory of France. For this purpose we must make sure that the best ships of the French Navy are not used against us by the common foe. In these circumstances, His Majesty’s Government have instructed me to demand that the French Fleet now at Mers el Kebir and Oran shall act in accordance with one of the following alternatives;
(a) Sail with us and continue the fight until victory against the Germans.
(b) Sail with reduced crews under our control to a British port. The reduced crews would be repatriated at the earliest moment. If either of these courses is adopted by you we will restore your ships to France at the conclusion of the war or pay full compensation if they are damaged meanwhile.
(c) Alternatively if you feel bound to stipulate that your ships should not be used against the Germans unless they break the Armistice, then sail them with us with reduced crews to some French port in the West Indies — Martinique for instance — where they can be demilitarised to our satisfaction, or perhaps be entrusted to the United States and remain safe until the end of the war, the crews being repatriated.
If you refuse these fair offers, I must with profound regret, require you to sink your ships within 6 hours. Finally, failing the above, I have the orders from His Majesty’s Government to use whatever force may be necessary to prevent your ships from falling into German hands.”

„Es ist uns, die wir bis heute Ihre Kameraden sind, unmöglich zu erlauben, dass Ihre ausgezeichneten Schiffe in die Gewalt des deutschen Feindes fallen. Wir sind entschlossen, bis zum Ende zu kämpfen, und falls wir, wie wir glauben, siegen werden, werden wir niemals vergessen, dass Frankreich unser Verbündeter war, dass wir die gleichen Ziele haben und dass unser gemeinsamer Feind Deutschland ist. Wir erklären feierlich, dass wir, falls wir siegen, die Größe und das Territorium Frankreichs wiederherstellen werden. Zu diesem Zweck müssen wir sicherstellen, dass die besten Schiffe der französischen Flotte nicht durch den gemeinsamen Feind gegen uns eingesetzt werden können. Unter diesen Umständen hat mich die Regierung Seiner Majestät angewiesen, von der französischen Flotte in Mers el Kebir und Oran zu verlangen, dass sie entsprechend einer der folgenden Alternativen handeln möge:
a) Mit uns zu fahren und den Kampf gegen Deutschland bis zum Sieg fortzusetzen.
b) Mit reduzierter Besatzung unter unserer Kontrolle zu einem britischen Hafen zu fahren. Die reduzierte Besatzung würde zum frühestmöglichen Zeitpunkt in die Heimat zurückgeführt werden. Falls eine dieser Möglichkeiten von Ihnen angenommen wird, so werden wir Ihre Schiffe zum Ende des Krieges an Frankreich zurückgeben oder volle Entschädigung zahlen, falls sie zwischenzeitlich beschädigt werden sollten.
c) Alternativ, falls Sie sich der Festlegung verpflichtet fühlen, dass Ihre Schiffe nicht gegen die Deutschen eingesetzt werden sollten, außer wenn diese den Waffenstillstand brechen, dann fahren Sie sie mit uns unter reduzierter Besatzung zu einem französischen Hafen der Westindischen Inseln – zum Beispiel Martinique – wo sie zu unserer Zufriedenheit demilitarisiert oder gegebenenfalls den Vereinigten Staaten anvertraut werden können und bis zum Ende des Krieges sicher sind, während die Besatzungen in die Heimat zurückgeführt werden.
Sollten Sie diese gerechten Angebote ablehnen, muss ich mit tiefem Bedauern fordern, dass Sie Ihre Schiffe innerhalb von 6 Stunden versenken. Schlussendlich, sollte obiges nicht befolgt werden, habe ich von der Regierung Seiner Majestät den Befehl erhalten, jedwede notwendige Gewalt anzuwenden, um zu verhindern, dass Ihre Schiffe in deutsche Hände fallen.“

Angriff auf Mers-el-Kébir

## Der Angriff

### Mers-el-Kébir
Die Admiralität war fälschlicherweise davon ausgegangen, dass ein britischer Kapitän leicht Zugang zu einem französischen Admiral erhalten und es zu Verhandlungen kommen würde. Admiral Gensoul weigerte sich jedoch, Holland zu sehen. Gegen Mittag erhielt Holland die Nachricht, dass Gensoul die Bedingungen ablehne und beabsichtige, die Schiffe zu verteidigen. In der Zwischenzeit erhielt Somerville Berichte darüber, dass die französischen Schiffe sich bereit machen würden, in See zu stechen. Um dies zu verhindern, ließ er die Einfahrt um 13:30 Uhr von sechs Fairey Swordfish und drei Blackburn Skuas der Ark Royal verminen. Der Verband wurde von fünf französischen Curtiss P-36 abgefangen, die eine Skua abschossen.
Gensoul ignorierte diese Provokation. Doch angesichts der wiederholten Drohung Somervilles, das Feuer spätestens um 15 Uhr zu eröffnen, stimmte er einem Treffen mit Holland zu. Gensoul eröffnete Holland den französischen Geheimplan, ihre Schiffe zu versenken oder sie nach Nordamerika zu bringen, sollten die Deutschen versuchen, sie in Besitz zu nehmen. Außerdem sei man bereits dabei, die Schiffe zu demobilisieren.
Doch es war bereits zu spät. Kurz zuvor hatten die Briten ein Signal nach Algier mit der Bitte um Verstärkung abgefangen. Somerville ließ keine Zeit verstreichen und gegen 17:54 Uhr eröffneten die Hood, die Resolution und die Valiant aus einer Entfernung von 8,6 Seemeilen (16 km) das Feuer. Gensoul gab sofort Befehl, den Hafen zu verlassen und kurz darauf erwiderte die Provence mit ihren 340-mm-Kanonen das Feuer, konnte aber keinen Treffer erzielen. Kurz darauf wurden die Dunkerque und die Provence von mehreren Granaten getroffen, die schwere Schäden verursachten. Unfähig, weiter zu kämpfen, gab Gensoul Befehl, beide Schiffe auf Grund zu setzen. Etwa zur gleichen Zeit erhielt die Bretagne mehrere Treffer, die gegen 18:09 Uhr zu einer schweren Explosion führten, worauf das Schiff sieben Minuten später sank. Nachdem die Franzosen die Briten wiederholt aufgefordert hatten, den Beschuss einzustellen, ordnete Somerville um 18:04 Uhr eine Feuerpause an. Um 18:20 Uhr erfuhr er jedoch, dass es der Strasbourg zusammen mit fünf Zerstörern gelungen war, den Hafen unbemerkt zu verlassen. Um 18:30 Uhr änderte Somerville den Kurs und nahm die Verfolgung auf. Um 20:20 Uhr hatte die Hood bis auf 40 km zur Strasbourg aufgeschlossen. Gleichzeitig erhielt Somerville jedoch die Nachricht, dass das französische Schiff nun eine Eskorte von elf Zerstörern hatte und dass weitere Verstärkungen auf die Strasbourg treffen würden, weshalb er die Verfolgung schließlich abbrach.
Das einzige größere französische Schiff, welches das Bombardement praktisch ohne Schaden überstand, war die Commandant Teste. Sie entkam während der Nacht aus dem verminten Hafen und lief über Arzew zunächst nach Bizerta und dann nach Toulon. Dabei wurde das Schiff von einem britischen U-Boot gesichtet, das aber keine Gelegenheit zum Angriff fand.
Die Dunkerque wurde drei Tage später durch Torpedobomber der Ark Royal angegriffen. Ein Torpedo traf das neben dem Schlachtschiff verankerte Hilfsschiff, ein weiterer brachte dessen Wasserbombenladung zur Explosion. Unterhalb von Turm „B“ des Schlachtschiffs wurde die Bordwand durch diese Explosion großflächig aufgerissen. Die Dunkerque machte stark Wasser und sackte auf den seichten Hafengrund. Es kam zu weiteren Verlusten von 154 Toten und Verwundeten.

### Plymouth, Portsmouth, Alexandria
In Alexandria, dem Stützpunkt der britischen Mittelmeerflotte, erreichte Admiral Andrew Browne Cunningham eine Übereinkunft mit dem Befehlshaber der französischen Force X, Vizeadmiral René-Emile Godfroy. Die dort liegenden französischen Schiffe wurden im Beisein der Briten entmilitarisiert. Die Operation zur Einnahme der französischen Schiffe in Großbritannien fand im Morgengrauen des 3. Juli statt und die meisten Franzosen ergaben sich sofort, nur vier Männer starben. Im Ergebnis hatten die Briten die Kontrolle über die alten Schlachtschiffe Paris und Courbet, vier Zerstörer, dreizehn Torpedoboote, sechs U-Boote und 160 kleinere Schiffe, darunter Schlepper, Trawler und Minensuchboote, erlangt.

## Beteiligte Einheiten

### Royal Navy (Force H)
| Oberbefehlshaber James Fownes Somerville | Oberbefehlshaber James Fownes Somerville | Oberbefehlshaber James Fownes Somerville | Oberbefehlshaber James Fownes Somerville | Oberbefehlshaber James Fownes Somerville |
| Schiff                                   | Verluste                                 | Verluste                                 | Verluste                                 | Anmerkungen                              |
| Schiff                                   | getötet                                  | verwundet                                | gesamt                                   | Anmerkungen                              |
| ---------------------------------------- | ---------------------------------------- | ---------------------------------------- | ---------------------------------------- | ---------------------------------------- |
| Hood                                     | 0                                        | 0                                        | 0                                        |                                          |
| Resolution                               | 0                                        | 0                                        | 0                                        |                                          |
| Valiant                                  | 0                                        | 0                                        | 0                                        |                                          |
| Ark Royal                                | 2                                        | 0                                        | 2                                        |                                          |
| Arethusa                                 | 0                                        | 0                                        | 0                                        |                                          |
| Enterprise                               | 0                                        | 0                                        | 0                                        |                                          |
| Active                                   | 0                                        | 0                                        | 0                                        |                                          |
| Escort                                   | 0                                        | 0                                        | 0                                        |                                          |
| Faulknor                                 | 0                                        | 0                                        | 0                                        |                                          |
| Fearless                                 | 0                                        | 0                                        | 0                                        |                                          |
| Foresight                                | 0                                        | 0                                        | 0                                        |                                          |
| Forester                                 | 0                                        | 0                                        | 0                                        |                                          |
| Foxhound                                 | 0                                        | 0                                        | 0                                        |                                          |
| Keppel                                   | 0                                        | 0                                        | 0                                        |                                          |
| Vidette                                  | 0                                        | 0                                        | 0                                        |                                          |
| Vortigern                                | 0                                        | 0                                        | 0                                        |                                          |
| Wrestler                                 | 0                                        | 0                                        | 0                                        |                                          |

### Französische Flotte
| Oberbefehlshaber in Mers-el-Kébir Marcel Gensoul | Oberbefehlshaber in Mers-el-Kébir Marcel Gensoul | Oberbefehlshaber in Mers-el-Kébir Marcel Gensoul | Oberbefehlshaber in Mers-el-Kébir Marcel Gensoul | Oberbefehlshaber in Mers-el-Kébir Marcel Gensoul |
| Schiff                                           | Verluste                                         | Verluste                                         | Verluste                                         | Anmerkungen                                      |
| Schiff                                           | getötet                                          | verwundet                                        | gesamt                                           | Anmerkungen                                      |
| ------------------------------------------------ | ------------------------------------------------ | ------------------------------------------------ | ------------------------------------------------ | ------------------------------------------------ |
| Dunkerque                                        | 210                                              |                                                  | 210                                              |                                                  |
| Strasbourg                                       | 5                                                |                                                  | 5                                                |                                                  |
| Bretagne                                         | 1012                                             |                                                  | 1012                                             |                                                  |
| Provence                                         | 3                                                |                                                  | 3                                                |                                                  |
| Commandant Teste                                 |                                                  |                                                  |                                                  |                                                  |
| Kersaint                                         |                                                  |                                                  |                                                  |                                                  |
| Lynx                                             |                                                  |                                                  |                                                  |                                                  |
| Mogador                                          |                                                  |                                                  | 38                                               |                                                  |
| Le Terrible                                      |                                                  |                                                  |                                                  |                                                  |
| Tigre                                            |                                                  |                                                  |                                                  |                                                  |
| Volta                                            |                                                  |                                                  |                                                  |                                                  |
| Tramontane                                       |                                                  |                                                  |                                                  |                                                  |
| Tornade                                          |                                                  |                                                  |                                                  |                                                  |
| Typhon                                           |                                                  |                                                  |                                                  |                                                  |
| Bordelais                                        |                                                  |                                                  |                                                  |                                                  |
| Trompe                                           |                                                  |                                                  |                                                  |                                                  |
| Brestois                                         |                                                  |                                                  |                                                  |                                                  |
| Boulonais                                        |                                                  |                                                  |                                                  |                                                  |
| La Bayonnaise                                    |                                                  |                                                  |                                                  |                                                  |
| La Poursuivante                                  |                                                  |                                                  |                                                  |                                                  |
| Rigault de Genouilly                             | 12                                               |                                                  | 12                                               |                                                  |
| Alexandria Plymouth Portsmouth                   |                                                  |                                                  |                                                  |                                                  |
| Paris                                            |                                                  |                                                  |                                                  |                                                  |
| Courbet                                          |                                                  |                                                  |                                                  |                                                  |
| Lorraine                                         |                                                  |                                                  |                                                  |                                                  |
| Suffren                                          |                                                  |                                                  |                                                  |                                                  |
| Le Triomphant                                    |                                                  |                                                  |                                                  |                                                  |
| Léopard                                          |                                                  |                                                  |                                                  |                                                  |
| Surcouf                                          |                                                  |                                                  |                                                  |                                                  |

## Nachwirkungen

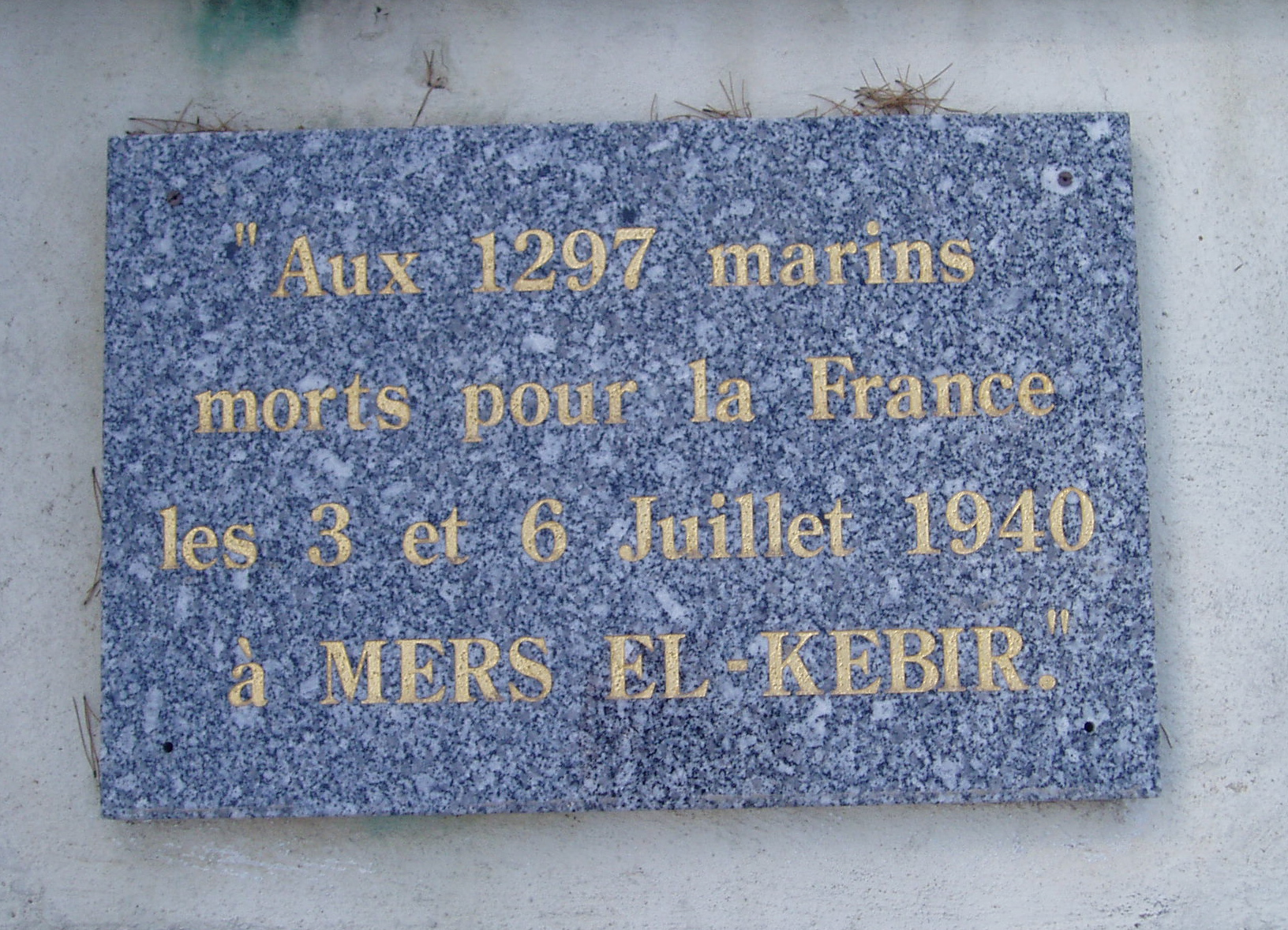
Gedenktafel in Toulon

Der Angriff auf Mers el-Kébir traf die französische Regierung in einem völlig chaotischen Zustand. Marineminister Darlan war außer sich vor Wut und bestand auf einer militärischen Vergeltungsaktion. Doch neben dem Abbruch diplomatischer Beziehungen zu London genehmigte Marschall Pétain lediglich einen symbolischen Luftangriff auf Gibraltar. Das Ziel, die gesamte französische Flotte auszuschalten, schlug fehl. Zwar war der größte Teil der Flotte zerstört oder in britischer Hand, doch der Teil der Flotte, der sich in Toulon befand, blieb eine effektive Präsenzflotte im Mittelmeer. Als Churchill am 4. Juli vor dem Unterhaus Rechenschaft ablegte, erweckte er den falschen Eindruck, dass der Waffenstillstand bereits die rasche Übergabe der französischen Flotte an Deutschland garantiert habe und dass die britische Aktion dies verhindert habe. Er überging die Versäumnisse während der Operation, um die anhaltende Bedrohung durch die französischen Schiffe in Toulon zu verbergen, und bestand darauf, dass mit der Beschlagnahmung von etwa 200 französischen Schiffen, die in britischen Häfen interniert waren, der größte Teil der französischen Flotte unter britischer Kontrolle sei.
Bei dem Angriff in Mers-el-Kébir starben 1297 französische Seeleute, 351 wurden verwundet. Auf britischer Seite gab es lediglich zwei tote Piloten zu beklagen.